# Hermsdorf (Ottendorf-Okrilla)
Hermsdorf ist ein Ortsteil der Gemeinde Ottendorf-Okrilla, die zum Landkreis Bautzen in Sachsen gehört. 

## Geografie
Der Ort an der Mündung des Lausenbachs in die Große Röder wurde 1350 erstmals als „Hermansdorf“ erwähnt. Im Jahr 1449 bestand ein Vorwerk (Gutshof) im Ort, 1552 dann ein Rittergut, aus dem sich das Schloss Hermsdorf entwickelte. Hermsdorf, das nach Lausa eingepfarrt war, hatte 1990 etwa 1400 Einwohner. Seit dem 1. Januar 1999 gehört es zu Ottendorf-Okrilla.
In Hermsdorf verlässt die Bundesstraße 97 (Dresden–Hoyerswerda–Guben) die Bundesautobahn 4 an der Anschlussstelle 83 Hermsdorf. Vor der Umwidmung führte die B 97 auf der Dresdner Straße (Königsbrücker Landstraße im benachbarten Weixdorf) durch den Ort.

## Geschichte

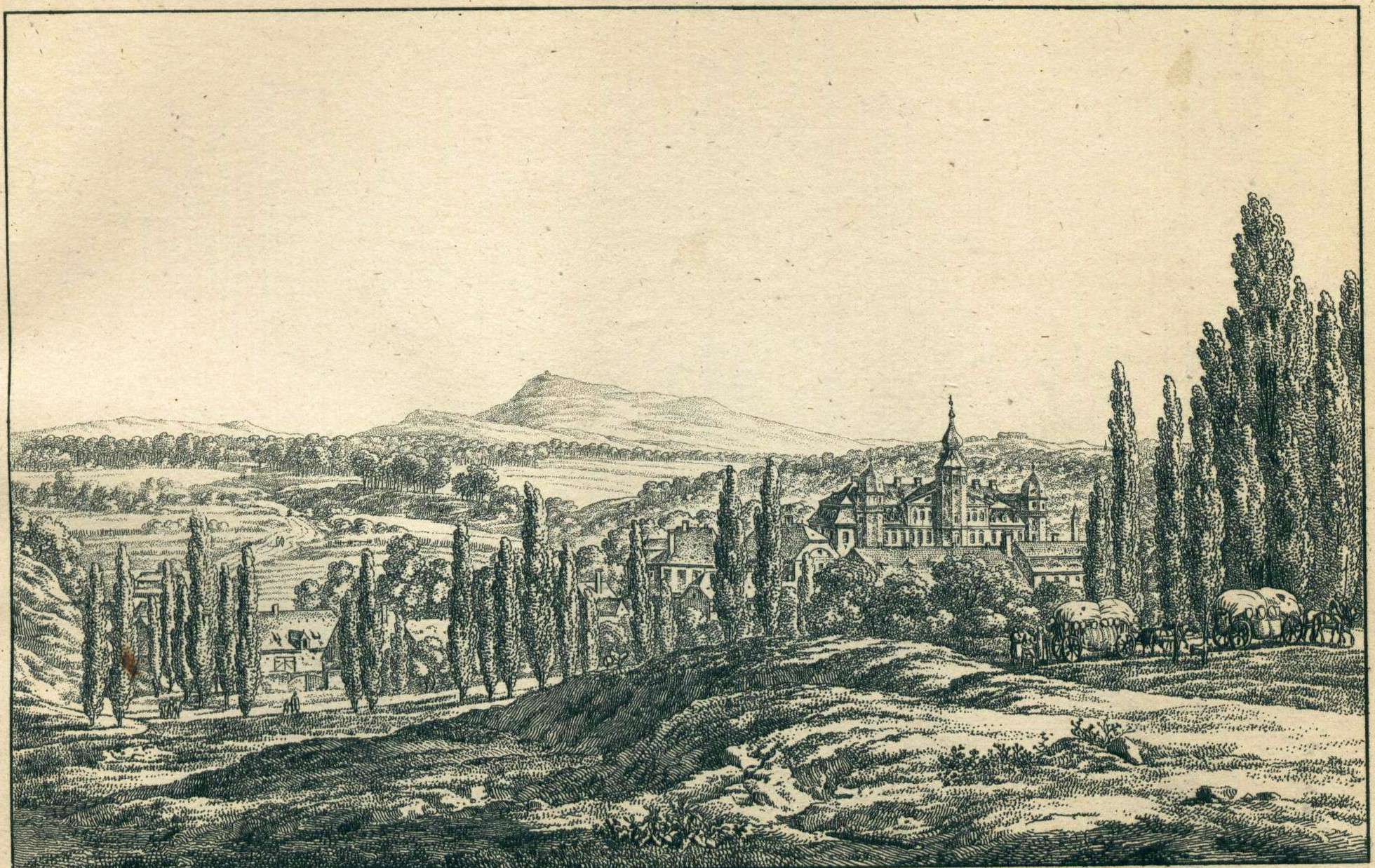
Ansicht von Schloss und Umgebung um 1820

Das Rittergut Hermsdorf wurde 1461 von Otto von Carlowitz erworben. Von 1553 bis 1575 errichtete Christoph von Carlowitz darauf das Schloss Hermsdorf, einen langgestreckten, fast unmerklich geknickten Bau im Renaissancestil mit drei vorgesetzten Türmen, zwei seitlichen sowie einem mittigen Treppenturm, vergleichbar etwa dem Jägerhof (Dresden). Der Schloßhof ist von Mauern mit dicken runden Ecktürmen umgeben, wie es einst beim Ursprungsbau von Schloss Moritzburg der Fall war, und an drei Seiten von einem Wassergraben umrahmt. Auf Carlowitz folgte Hans Harrer; Besitzer waren ab 1586 Hans von Zschieren und ab 1607 Stallmeister Graf Georg von Bindauf († 1617). 
Nach einem Brand führte der Baumeister Ezechiel Eckhardt ab 1654 eine Erneuerung durch, die er auch fortsetzte, nachdem 1657 die Grundherrschaft über das Rittergut Hermsdorf einschließlich Wahnsdorf durch Übertragung von Kurfürst Johann Georg II. aus kurfürstlichem Besitz an den Oberhofmarschall Johann Georg Freiherr von Rechenberg übergegangen war. Die reichen frühbarocken Stuckaturen in der Eingangshalle und in der Schlosskapelle, die sich in einem der vier Rundtürme befindet, wurden wohl von italienischen Wanderkünstlern geschaffen. 

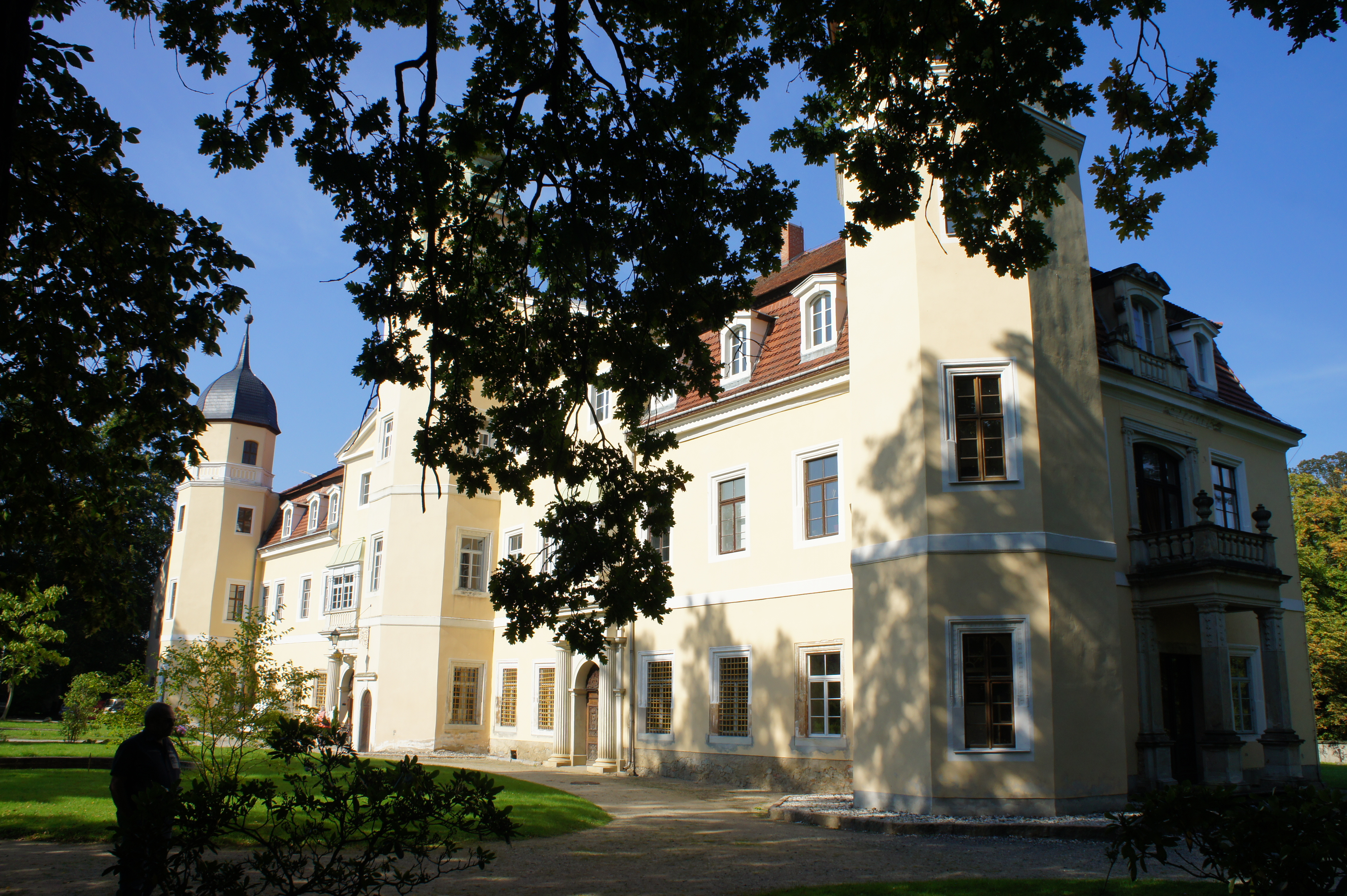
Frontfassade des Schlosses

1699 erwarb Feldmarschall Heino Heinrich von Flemming das Gut. Dessen Sohn Graf Adam Friedrich von Flemming (1687–1744) ließ nach einem Brand 1729 den Bau im Barockstil wiederherstellen, wobei George Bähr den Entwurf lieferte; er betonte den Mitteltrakt mit einem großen Dreiecksgiebel, in den ovale Fenster eingefügt sind und bekrönte den Treppenturm mit einer steinernen geschweiften Haube, die an die Treppenturmbekrönungen seiner Dresdner Frauenkirche erinnert. Außerdem legte Graf Flemming einen Barockgarten mit einem Kanal an, der später in einen englischen Landschaftsgarten umgestaltet wurde. 
Aus seinem Nachlass wurde das Gut 1756 an Gräfin Charlotte Sophie von Hoym, die Schwiegertochter von Carl Siegfried von Hoym, versteigert. Bis zum Tod ihres Sohnes Adolf Magnus von Hoym im Jahre 1775 wird das Hoym’sche Schloss Guteborn mit seinen dazugehörigen Ortschaften Beigut von Hermsdorf. Guteborn fällt danach an den letzten männlichen Vertreter der sächsischen Linie, Gotthelf Adolph von Hoym (1731–1783). Ab 1808 besaß Heinrich Ludwig Burggraf und Graf zu Dohna, ein Enkel Nikolaus Ludwig von Zinzendorfs und Schwiegerenkel von Charlotte Sophie von Hoym, die Herrschaft Hermsdorf. Er hatte das Gut bereits seit seiner Heirat im Jahre 1800 nach dem Wunsche der Großmutter seiner ersten Frau Mariana Amalia von Schönberg (* 10. August 1779 in Hermsdorf; † 10. September 1805 in Lausa) als Generalbevollmächtigter bewirtschaftet, musste es aber 1823 an Ernst Gottlob von Heynitz verkaufen. Unter Heinrich Ludwig Graf zu Dohna entwickelte sich das Schloss ab 1800 zu einem Zentrum der herrnhutisch-pietistischen Frömmigkeit und der sächsischen Erweckungsbewegung, was ab 1823 der neue Besitzer von Heynitz weitergeführt hat.

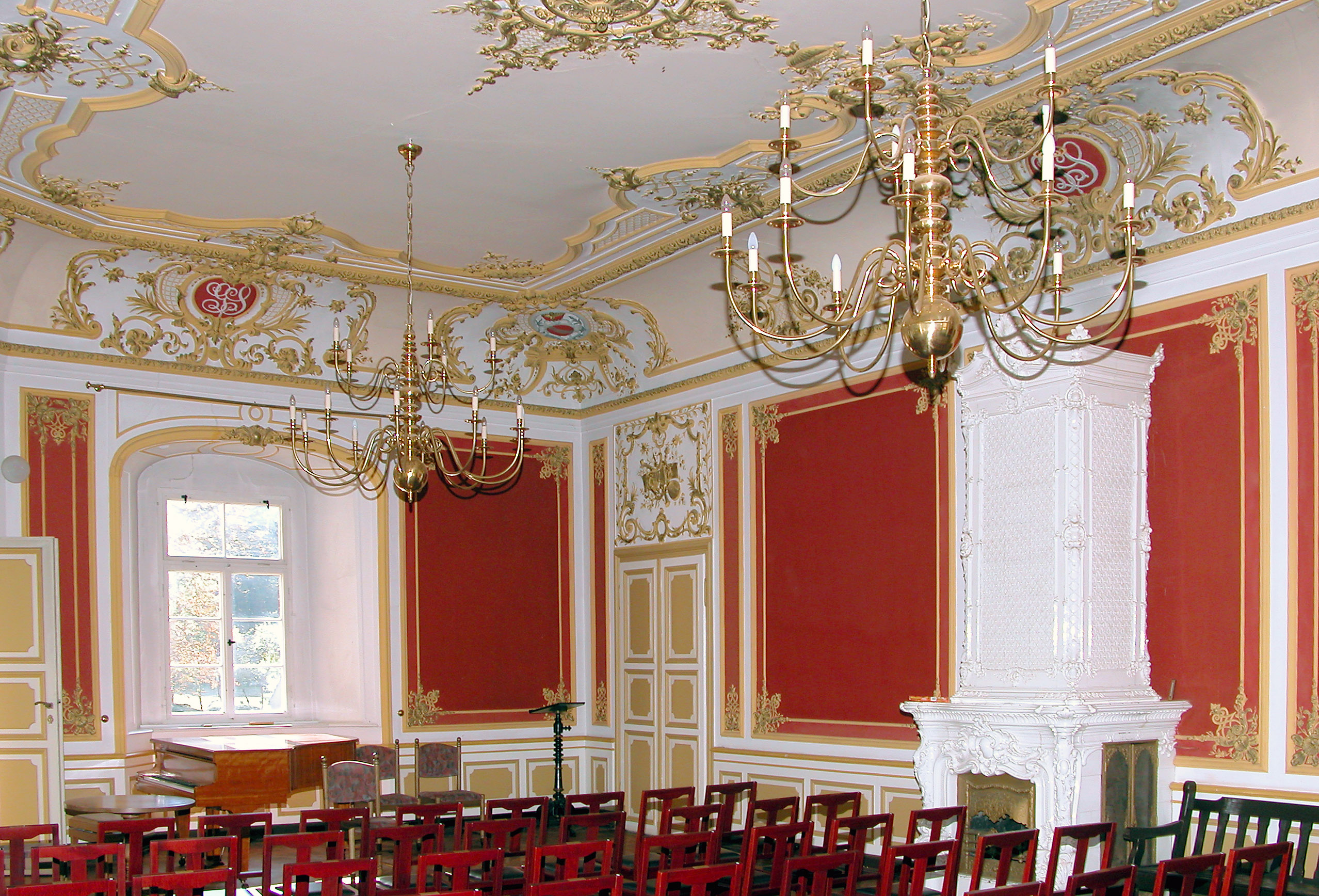
Rokokosaal von 1890

Ab 1865 war Prinz Georg von Schönburg-Waldenburg (1828–1900) Besitzer. Er ließ den Festsaal um 1890 mit zarten Stuckarbeiten im Rokokostil ausstatten. Auf Schloss Hermsdorf kam am 19. Februar 1871 seine Tochter Anna Luise von Schönburg-Waldenburg zur Welt, die spätere Fürstin Anna Luise von Schwarzburg. Auf Prinz Georg folgte dessen Sohn Hermann (1865–1943), während dessen jüngerer Bruder Ulrich Georg (1869–1939) auf Schloss Guteborn seinen Wohnsitz nahm.
In der DDR-Zeit und danach bis 1998 wurde das Schloss als Pflegeheim genutzt und daher ist bis auf den Festsaal und die Eingangshalle die historische Raumausstattung umgestaltet. Heute gehört es der Gemeinde und wird für Veranstaltungen, Hochzeiten usw. genutzt.
Im Schlosspark steht neben dem Teich eine Eiche mit einem Brusthöhenumfang von 6,70 m (2016).

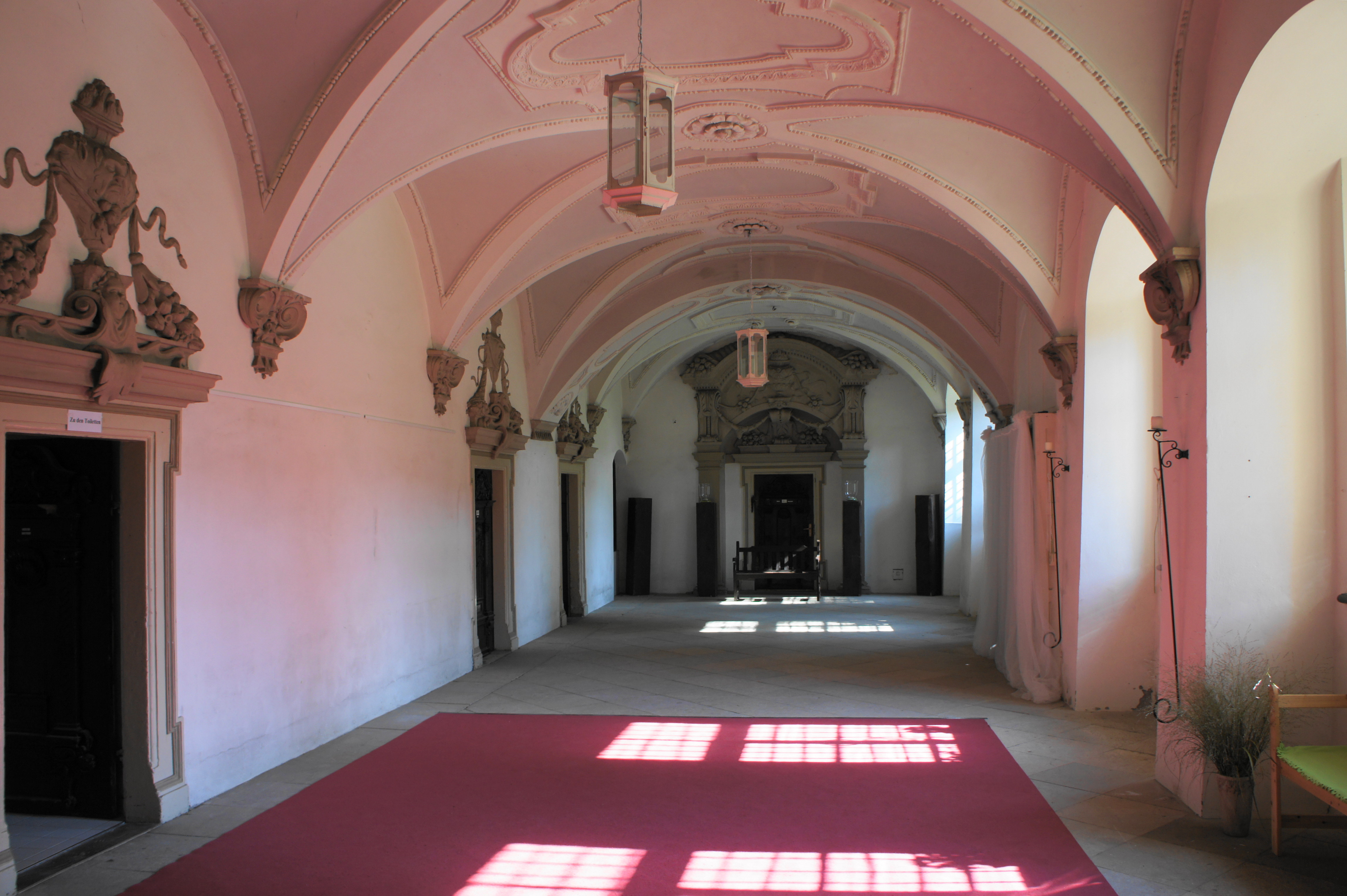
Eingangshalle
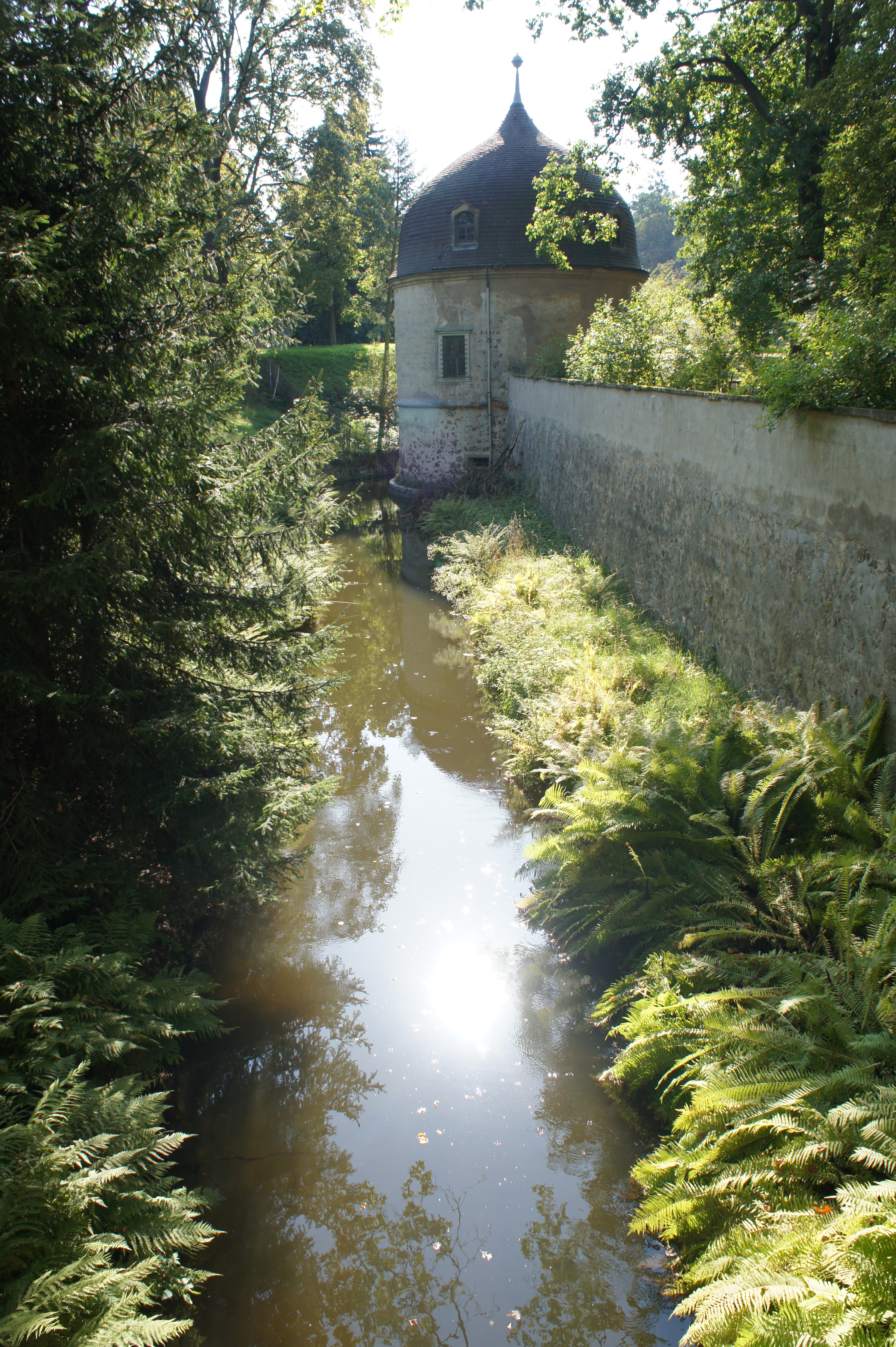
Schlosskapelle (außen)
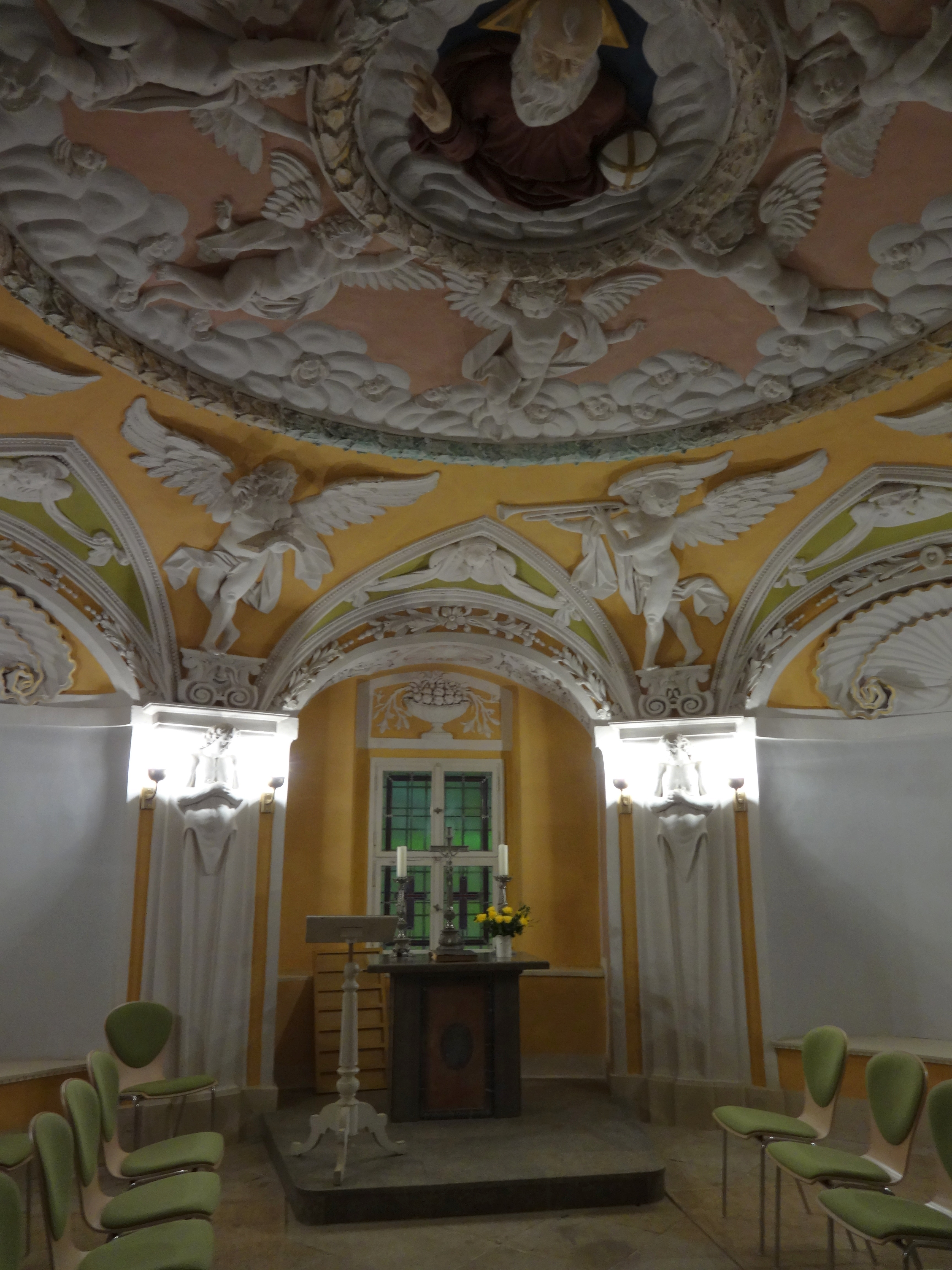
Schlosskapelle (innen)
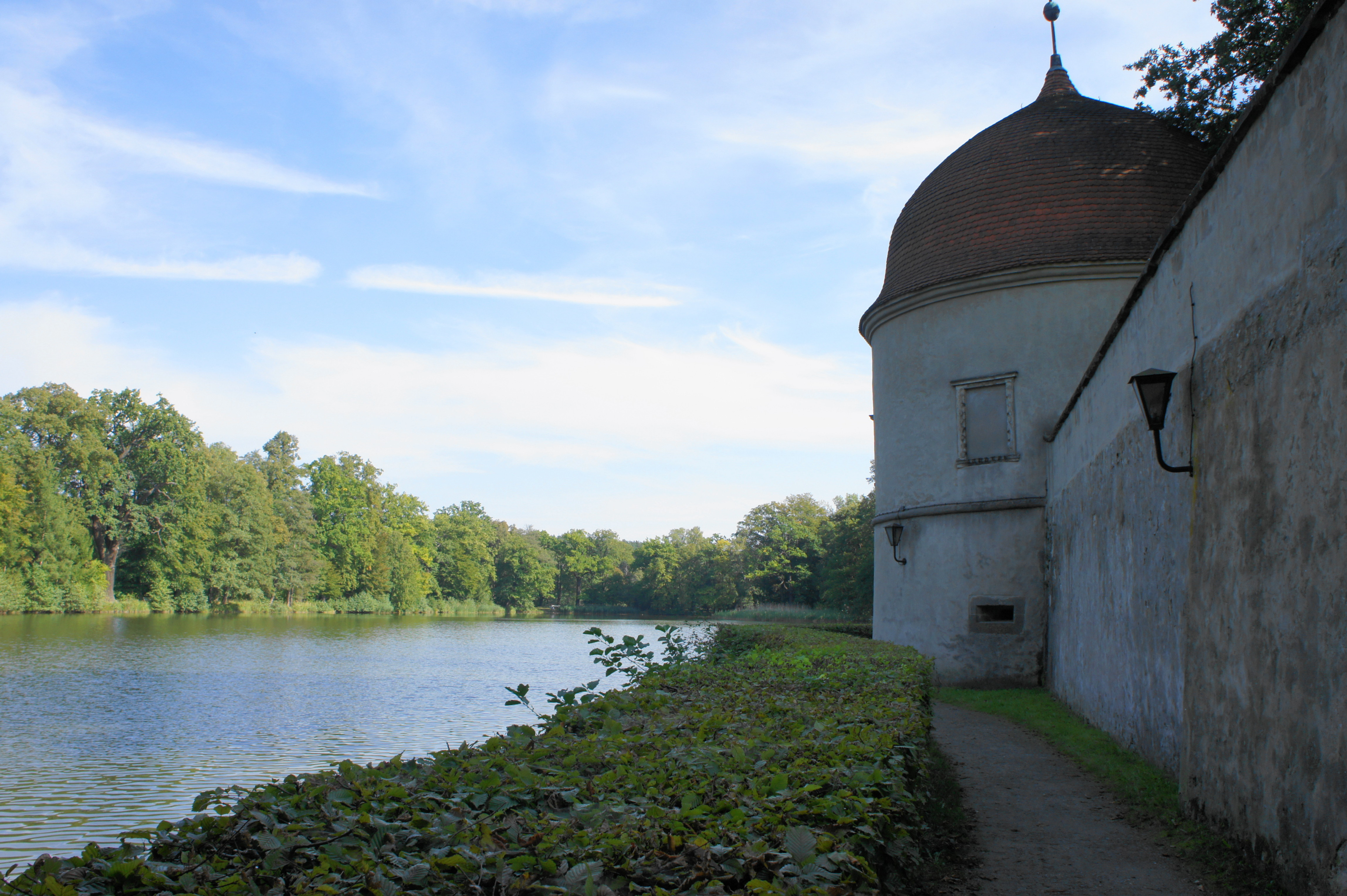
Schlossmauer mit Teich
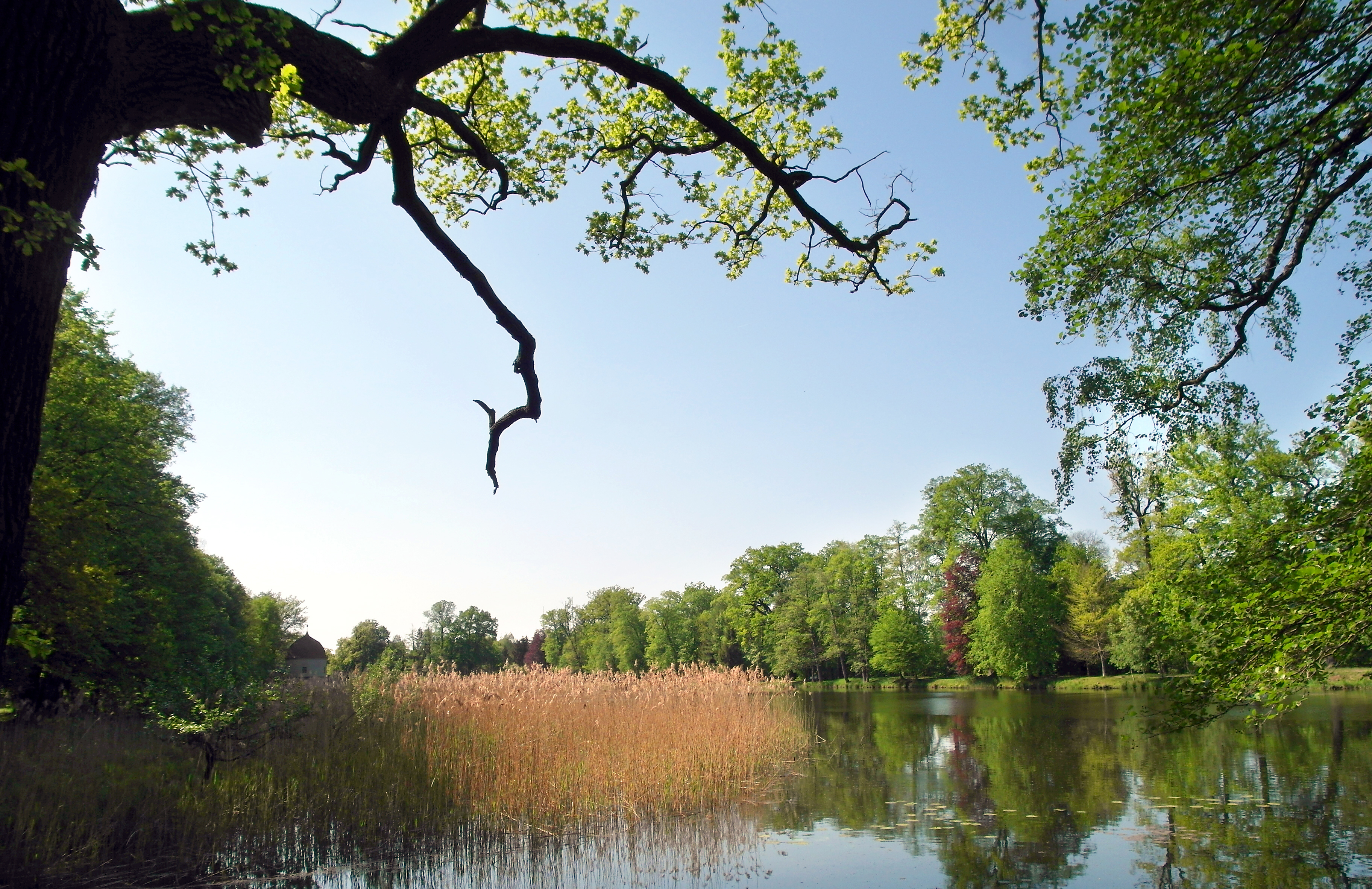
Schlossteich